# Telhado (Fundão)
Telhado es una freguesia portuguesa del concelho de Fundão, con 17,52 km² de superficie y  habitantes (2001). Su densidad de población es de 35,3 hab/km².